# 1973年12月10日月食
1973年12月10日月食为一次在协调世界时1973年12月10日出現的月偏食。該次月食半影食分為1.101、全影食分為0.106。偏食維持了35分。

## 概述
這次月食的食分是5.12，偏食維持了35分。

## 基本參數
- 類型：月偏食
- 食甚資料：
  - 日期：1973年12月10日
  - 時間：1:44
  - 月球位置：赤經5.12度、赤緯23.9度
  - 食分：半影食分：1.101、全影食分：0.106
  - 持續時間：偏食35分

## 外部連結
- NASA月食專頁（页面存档备份，存于）（英文）